# Мехран Карими Нассери
Мехран Карими Нассери (Mehran Karimi Nasseri, перс. مهران کریمی ناصری‎, также известен как Сэр Альфред Мехран, 1945, Месджеде-Солейман, Хузестан, Шаханшахское Государство Иран или Месджеде-Солейман, Иран — 12 ноября 2022[…], Париж — Шарль-де-Голль, Le Mesnil-Amelot, Франция) — иранский беженец, проживавший в терминале Международного аэропорта имени Шарля де Голля с 26 августа 1988 года по июль 2006 года. По мотивам его автобиографии (The Terminal Man) был снят фильм «Терминал».

## История
В 1977 году за участие в акциях протеста против шаха Мохаммеда Реза Насери был выслан из Ирана. После этого Нассери искал политического убежища в европейских странах, но все попытки оказались безуспешными. В 1981 году он наконец получил статус политического беженца в Бельгии, что позволяло ему получить вид на жительство в одной из многих других европейских стран.
Поскольку мать Нассери была британской подданной, в 1986 году он принял решение переехать в Глазго. Покинув Бельгию в 1988 году, Мехран Нассери направился во Францию, чтобы оттуда вылететь в Лондон. На железнодорожной станции в Париже у него украли дипломат с документами, но, несмотря на это, Мехран сел в самолёт. В аэропорту Хитроу при попытке пройти паспортный контроль он был отправлен назад в аэропорт Шарль де Голль. Французские власти не смогли выдать ему разрешение на въезд назад во Францию. Так как он приехал легально, его не могли принудить покинуть аэропорт. Выдача новых документов в Бельгии была бы возможна только в случае личной явки Мехрана, но в то же время по бельгийским законам беженец, покинувший страну, которая дала ему приют, теряет право на возвращение. В 1995 году бельгийские власти выдали такое разрешение, но только при условии, что Мехран будет жить в Бельгии под присмотром социальных работников, на что он не согласился, так как намеревался жить в Великобритании.
Сначала он жил тем, что давали пассажиры и сотрудники аэропорта, затем стал известен журналистам, которые писали о нём статьи и брали интервью. Ещё в 1998 году его адвокат добился, чтобы ему вернули утерянные документы, но Нассери отказался покидать аэропорт. Длительный опыт жизни в аэропорту сильно травмировал его психику, и он воспринимал мир за рамками аэровокзала как опасный, непредсказуемый и чужой.
Во время своего восемнадцатилетнего пребывания в терминале аэропорта Шарля де Голля проводил время за чтением, вёл дневник и изучал экономику.
Жизнь Нассери в терминале закончилась в июле 2006 года, когда он был госпитализирован в связи с подозрением на туберкулёз. К концу января 2007 года он покинул больницу и на деньги, полученные от продажи прав на использование своей истории для фильма, поселился в одной из гостиниц недалеко от аэропорта. С тех пор он не появлялся на людях, но осенью 2022 года он снова вернулся в аэропорт Шарля де Голля. Считается, что он растратил все деньги и больше не знал куда идти. Он умер 12 ноября 2022 года в терминале 2F. Когда нашли его тело, при нём оставалось несколько тысяч евро.